# جان بابتيست لافورساد كورتينا
جان بابتيست لافورساد كورتينا (1865 – 22 أغسطس 1904) هو مبارز بالسيف فرنسي راحل، مثّل بلاده في الألعاب الأولمبية الصيفية 1900.

## روابط رياضية
جان بابتيست لافورساد كورتينا على موقع أوليمبيديا (الإنجليزية)